# Heterololigo
Heterololigo is een geslacht van pijlinktvissen uit de familie van Loliginidae.

## Soort
- Heterololigo bleekeri (Keferstein, 1866)